# Bao Fang
Bao Fang (鮑方S, Bào FāngP; Nanchang, 13 novembre 1922 – Wan Chai, 22 settembre 2006) è stato un attore e regista hongkonghese, noto anche come Bao Jihuan o Pau Fong.
In occasione del centenario della nascita dell'industria cinematografica in Cina nel 2005, la China Film Performance Art Academy lo ha inserito nella lista dei "100 migliori attori in 100 anni di cinema cinese".